# Пиріг Руслан Якович
Руслан Якович Пиріг (нар. 30 червня 1941, с. Супротивна Балка Новосанжарський район Полтавська область) — дослідник проблем новітньої історії України, джерелознавець та архівіст, доктор історичних наук (1994), професор (1997), академік Української академії історичних наук, Заслужений діяч науки і техніки України (2001).

## Життєпис
Народився 30 червня 1941 року на Полтавщині в родині вчителів історії. Закінчив школу і Полтавське медичне училище. Працював фельдшером у селах Новосанжарського та Решетилівського районів.
Після служби в лавах Радянської армії (1961—1964) вступив на історичний факультет ХДУ ім. О. М. Горького. Його було обрано секретарем комітету комсомолу університету, згодом заступником секретаря парткому. Після закінчення навчання (1970), працював у alma mater асистентом, незабаром був рекомендований до аспірантури, де навчався у 1973—1976 роках.
Захистивши кандидатську дисертацію, присвячену питанням партійного будівництва в Україні (1918—1919 рр.), продовжив працю в університеті старшим викладачем, доцентом, деканом по роботі з іноземними студентами.
1976 року переїхав з родиною до Києва, де отримав посаду інструктора відділу науки і навчальних закладів ЦК КП України, з 1983 року працював консультантом сектору суспільних наук.
1989 року його було призначено заступником директора Інституту політичних досліджень при ЦК КП України — завідувачем Архіву ЦК КП України.

### Після 1991
Після відновлення державної незалежності України займався передаванням архівів компартії України на державне зберігання, проводив активну роботу з інтеграції партійних архівів України до системи державної архівної служби. У жовтні 1991 р. був призначений директором Центрального держархіву громадських об'єднань України.
З 1992 року — член колегії Головного архівного управління при Кабінеті Міністрів України, співзасновник і член першого складу Правління галузевої професійної організації — Спілки архівістів України. Як один із найавторитетніших українських істориків-архівістів упродовж 1991—1997 років очолював Раду директорів Центральних державних архівів України.
1994 року захистив докторську дисертацію, ґрунтовно дослідивши останнє десятиліття життя видатного історика М. С. Грушевського (тема «Життя і діяльність М.С.Грушевського у контексті ідеологічної боротьби в Україні (1920—1930-ті рр.)». 
1997 р. перейшов на роботу до Української академії державного управління при Президентові України, отримав вчене звання професора. Був обраний членом багатьох наукових товариств: Українського історичного товариства, Історичного товариства Нестора-Літописця, Асоціації дослідників голодоморів 1932—1933 років в Україні та інших.
Є одним з фундаторів вітчизняного грушевськознавства, автором понад 200 наукових публікацій. Проводив активну науково-педагогічну роботу: керівництво підготовкою докторантів і аспірантів, тривалий час очолював Наукову раду Держкомархіву України, брав участь у роботі Експертної комісії з історичних дисциплін при Вищій атестаційній комісії України (1998—2000).
У березні 1998 року Указом Президента України призначено начальником Головного архівного управління при Кабінеті Міністрів України, від січня 2000 по серпень 2002 року — Голова Державного комітету архівів України.
Головний редактор журналу «Архіви України» (1998—2002), «Вісника Державного комітету архівів України» (2000—2002), міжвідомчого наукового збірника «Архівознавство. Археографія. Джерелознавство» (1999—2002); член редколегії видань історичного профілю: «Український історичний журнал», «Студії з архівної справи та документознавства», «З архівів ВУЧК–ГПУ–НКВД–КГБ», «Пам'ятки: археографічний щорічник», «Архівіст: Вісник САУ» та ін.
Організатор і учасник наукових міжнародних і всеукраїнських конференцій з питань архівної справи і джерелознавства. Очолював делегацію українських архівістів на XIV конгресі архівів у Севільї (2000).
Від 2002 року — працює в Інституті історії України НАН України, у відділі історії Української революції 1917–1921 років, на посаді головного наукового співробітника. Наприкінці 2010 року очолив Громадську раду при Державному комітеті архівів України, того ж року йому присвоєно звання «Почесний архівіст України».

## Нагороди та відзнаки
- Лауреат премії імені Василя Веретенникова (2000);
- Заслужений діяч науки і техніки України (2001);
- Почесна грамота Кабінету міністрів України (2001);
- Подяка Президента України (2002);
- Подяка Кабінету міністрів України (2002);
- Почесна грамота Президії НАН України (2006);
- Нагороджений Орденом «За заслуги» ІІІ ступеня (2007);
- Почесний архівіст України (2010);
- Почесна грамота Верховної Ради України (2011);
- Почесний краєзнавець України (2016);
- Лауреат Премії НАН України імені М. С. Грушевського (2020)[1];
- Державна стипендія видатним діячам науки (2021)[2];
- Почесна грамота Президії НАН України (2021).

## Праці
- Життя Михайла Грушевського: Останнє десятиліття (1924—1934). — К., 1993. — 198 с.
- Рідний брат Михайла Грушевського // З архівів ВУЧК-ГПУ-НКВД-КГБ. — 1994. — № 1. — С. 89—93.
- М. С. Грушевський: коротка хроніка життя та діяльності / Упоряд.: Р. Я. Пиріг, В. Ф. Верстюк. — К., 1996. — 144 с.
- Архівне будівництво в Україні: проблеми наукового забезпечення // Актуальні проблеми розвитку архівної справи в Україні: Доп. та повідомл. наук. конф. 15–16 берез. 1995. — К., 1996. — С. 92—96.
- Документальна спадщина Компартії України: проблеми інтеграції в систему державної архівної служби // Константи: Альманах соціальних досліджень. — 1996. — № 2. — С. 5—10.
- Михайло Грушевський: між історією та політикою (1920–1930-ті роки): Зб. док. і матеріалів / Упоряд.: Р. Я. Пиріг та ін. — К., 1997. — 183 с.
- Архівно-слідчі справи репресованих як історичне джерело: Науково-методичні аспекти використання // Архівно-слідчі справи репресованих: наук.-метод. аспекти використання: Зб. наук.праць. — К., 1998. — С. 24–29. (у співавт. з Гранкіною О. В.).
- Організація роботи архівів // Архівознавство: Підручник. — К., 1998. — С. 131—140.
- Документи «окремої папки» ЦК КП(б)У як історичне джерело // УАЩ. — Вип. 3/4. — 1999. — С. 331—343.
- Доробки зарубіжного грушевськознавства // Там само. — Вип. 3/4. — 1999. — С. 636—649.
- «Глубоко верю в подъем нашей отрасли» // Отеч. архивы. — 2000. — № 6. — С. 92–99.
- Архівіст, педагог, учений // Проблеми архівознавства і джерелознавства: Зб. наук. пр. до 90-річчя від дня народження проф. В. І. Стрельського. — К., 2001. — Вип. 4. — С. 4–5.
- Гетьманат Павла Скоропадського: між Німеччиною і Росією / НАН України. Інститут історії України. — К.: Інститут історії України, 2008. — 209 с.
- Українська гетьманська держава 1918 року. Історичні нариси / НАН України. Інститут історії України. — К.: Інститут історії України, 2011. — 336 с.
- Пиріг Р. Я., Тельвак В. В. Михайло Грушевський: біографічний нарис. — К.: Либідь, 2016. — 576 с.
- Діяльність урядів гетьманату Павла Скоропадського: персональний вимір / НАН України. Інститут історії України. — К.: Інститут історії України, 2016. — 518 с.
- Відносини України і Центральних держав: нетипова окупація 1918 року / НАН України. Інститут історії України. — К.: Інститут історії України, 2018. — 358 с. — ISBN 978-966-02-8483-8.
- Пиріг Р. Я. Життя у лоні двох епох. Спогади. — Київ; Переяслав. — К.: ПП «ПФ „Фолиант“», 2021. — 440 с. — (Українські мемуари). — ISBN 978-617-7399-38-3.